# Christophe Moreau
Christophe Moreau (Vervins, 12 april 1971) is een voormalig Franse wielrenner. Moreau stond bekend als een goede klimmer en tijdrijder.

## Biografie
Moreau is prof sinds 1995. Tot 2001 reed hij voor Festina, en maakte zo ook deel uit van het epo-schandaal in de Ronde van Frankrijk 1998. In 2002 stapte hij over naar Crédit Agricole, waar hij kopman werd.
In 2001 behaalde hij zijn beste positie in de UCI-ranglijst: de 21e plaats. Hij behaalde dat jaar echter maar drie overwinningen, tegenover vijf in 1998 (100e) en zes in 2001 (31e). Een van zijn overwinningen in 2001 was het Critérium du Dauphiné (Liberé). Zijn beste Ronde van Frankrijk reed hij in 2000, toen hij vierde werd. Hij werd in zijn tijd bij Credit Agricole ook nog eens achtste (2003), twaalfde (2004) en elfde (2005). Moreau won de proloog van de Tour in 2001, waarna hij één dag de gele trui droeg.
Moreau stapte eind 2005 over naar Ag2r, waar hij zichzelf nog meer ontdekte als klimmer/aanvaller. Zo maakte hij een schitterend jaar in 2006, hoewel hij afgezien van enkele criteriums geen enkele koers won. Hij werd derde in de Ronde van Catalonië, tweede in de Dauphiné Libéré en achtste in de Ronde van Frankrijk. Hij won ook het bergklassement in zowel Catalonië als in de Dauphiné. Op het einde van 2006 leverde deze resultaten hem een achtste plaats in de Pro-Tour eindrangschikking op. In 2007 won hij zelfs glansrijk de Dauphiné Libéré, dankzij het winnen van twee etappes waaronder de rit naar de Mont Ventoux. Die uitstekende vorm hield hij vast tot het einde van de maand, toen hij uiteindelijk verdiend Frans kampioen werd op de weg, in Aurillac.
Sinds 2008 komt Moreau uit voor Agritubel, een professioneel continentale ploeg die elk jaar uitgenodigd wordt voor heel wat belangrijke koersen, zoals Parijs-Nice en de Ronde van Frankrijk. Na het jaar 2009 besloot Agritubel uit de wielersport te stappen, waarna Moreau naar Caisse d'Epargne vertrok.
Tijdens de eerste rustdag in de Ronde van Frankrijk van 2010 op 12 juli deelde Moreau mee te stoppen met wielrennen. De GP Ouest France-Plouay van dat jaar was zijn afscheidswedstrijd.

## Overwinningen
1996
- Eindklassement Ronde van Chili

1997
- 2e etappe deel B Ronde van de Middellandse Zee

1998
- 3e etappe Criterium International
- 1e etappe deel A Route du Sud
- 1e etappe deel B Route du Sud

1999
- 1e etappe deel B Route du Sud
- 4e etappe Tour du Poitou-Charentes et de la Vienne
- Eindklassement Tour du Poitou-Charentes et de la Vienne

2000
- 4e etappe GP du Midi-Libre

2001
- Eindklassement Dauphiné Libéré
- Proloog Ronde van Frankrijk
- Breitling Cup
- EnBW Grand Prix (met Florent Brard)
- Josef Voegli Memorial
- Delemont

2002
- 3e etappe Vierdaagse van Duinkerke

2003
- 4e etappe Vierdaagse van Duinkerke
- 5e etappe Vierdaagse van Duinkerke
- Eindklassement Vierdaagse van Duinkerke

2004
- Trophee des Gimpeurs
- 4e etappe Tour du Languedoc-Rousillon
- Eindklassement Tour du Languedoc-Rousillon
- Eindklassement GP du Midi-Libre

2006
- Berg- en combinatieklassement Critérium du Dauphiné Libéré

2007
- 2e etappe Dauphiné Libéré
- 4e etappe Dauphiné Libéré
- Eindklassement Dauphiné Libéré
- Frans kampioen op de weg, Elite

2008
- Bergklassement Ronde van Catalonië

## Resultaten in voornaamste wedstrijden
| Jaar | Ronde van Italië | Ronde van Frankrijk | Ronde van Spanje |
| ---- | ---------------- | ------------------- | ---------------- |
| 1996 |                  | 75e                 |                  |
| 1997 |                  | 19e                 |                  |
| 1998 |                  | uitgesloten         |                  |
| 1999 |                  | 27e                 |                  |
| 2000 |                  | 4e                  |                  |
| 2001 |                  | opgave (1)          |                  |
| 2002 |                  | opgave              |                  |
| 2003 |                  | 8e                  |                  |
| 2004 |                  | 12e                 |                  |
| 2005 |                  | 9e                  |                  |
| 2006 |                  | 7e                  |                  |
| 2007 |                  | 37e                 |                  |
| 2008 |                  | opgave              |                  |
| 2009 |                  | 29e                 |                  |
| 2010 |                  | 22e                 |                  |

| Jaar | Milaan-San Remo | Amstel Gold Race | Luik-Bast.‑Luik | Ronde van Lombardije | Waalse Pijl |  | WK op de weg |  | Wereldranglijsten |
| ---- | --------------- | ---------------- | --------------- | -------------------- | ----------- |  | ------------ |  | ----------------- |
| 1996 |                 |                  |                 |                      |             |  |              |  |                   |
| 1997 | 150e            |                  | 99e             |                      | 55e         |  |              |  |                   |
| 1998 | 26e             |                  | 15e             |                      | 24e         |  |              |  |                   |
| 1999 |                 |                  |                 | 10e                  |             |  | 23e          |  |                   |
| 2000 |                 | 18e              | 43e             |                      | 42e         |  |              |  |                   |
| 2001 |                 |                  | 44e             |                      | 70e         |  |              |  |                   |
| 2002 |                 |                  | 26e             |                      | 31e         |  |              |  |                   |
| 2003 |                 |                  | 26e             |                      | 9e          |  |              |  |                   |
| 2004 |                 |                  |                 |                      |             |  |              |  |                   |
| 2005 |                 | 68e              | 38e             |                      | 94e         |  |              |  | 79e (UPT)         |
| 2006 |                 |                  | 52e             |                      | 59e         |  |              |  | 13e (UPT)         |
| 2007 |                 | 124e             | 44e             |                      | 50e         |  |              |  | 19e (UPT)         |
| 2008 |                 |                  | 78e             |                      | 114e        |  |              |  |                   |
| 2009 |                 |                  | 24e             |                      | 135e        |  |              |  | 226e (UWK)        |
| 2010 |                 |                  |                 |                      | 55e         |  |              |  | 210e (UWK)        |